# Альтос-Орнос-дель-Медітерранео

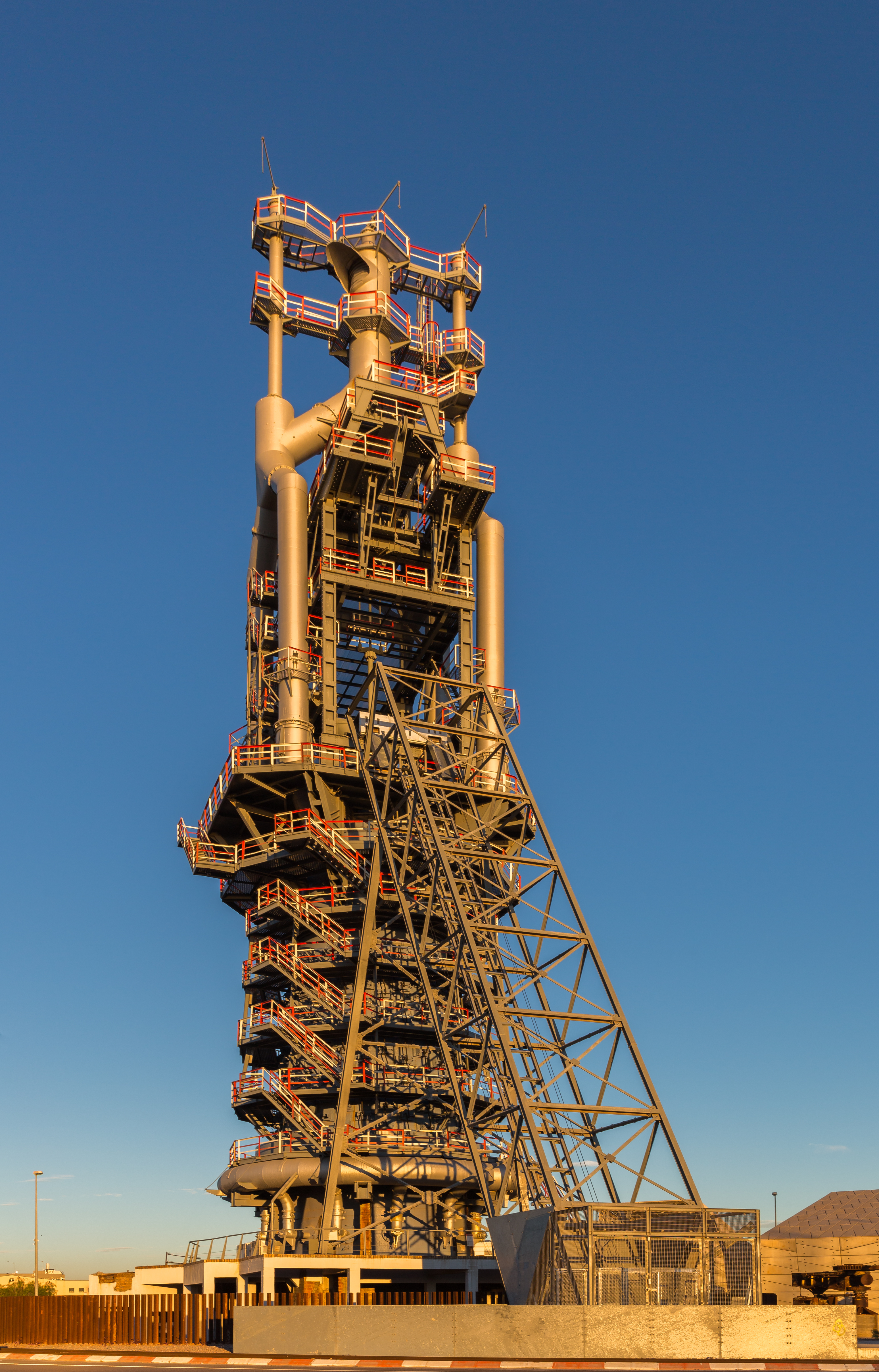
Доменна піч заводу в Сагунто, виведена з експлуатації у 1986 році. Залишена як пам'ятник промисловості.

«Альтос-Орнос-дель-Медітерранео» (ісп. Altos Hornos de Mediterráneo — дослівно «Доменні печі Середземномор'я»)  — колишня державна металургійна компанія в Іспанії. Була заснована 1972 року на базі металургійного заводу компанії «Альтос-Орнос-де-Біскайя» у місті Сагунто на середземноморському узбережжі країни. В утворенні компанії взяли участь US Steel та кілька банків. На початку 1980-х років керівництво компанії збиралося закрити металургійний завод у Сагунто, в цей час на підприємстві були затримки у виплаті зарплатні. Плани керівництва щодо закриття заводу викликали масові протести робітників, що розпочалися наприкінці 1983 року і тривали півтора року. У другій половині 1980-х років компанія була однією з трьох основних компаній чорної металургії Іспанії — поряд з приватною компанією «Альтос-Орнос-де-Біскайя» і державною металургійною компанією «Енсідеса». 13 січня 2004 року компанія була ліквідована, металургійний завод у Сагунто майже весь був демонтований.